# Heraclia terminatis
Heraclia terminatis là một loài bướm đêm trong họ Noctuidae.